# Giro d'Italia de 1954
Giro d'Italia 1954 foi a trigésima sétima edição da prova ciclística Giro d'Italia (Corsa Rosa), realizada entre os dias 21 de maio e 13 de junho de 1954.
A competição foi realizada em 22 etapas com um total de 4.337 km.
O vencedor foi o ciclista suiço Carlo Clerici. Largaram 105 competidores, cruzaram a linha de chegada 67 corredores.